# Нижнеташево
Нижнеташево (баш. Түбәнге Таш) — деревня в Мелеузовском районе Республики Башкортостан Российской Федерации. Входит в состав Абитовского сельсовета.

## География

### Географическое положение
Находится на левом берегу реки Нугуш.
Расстояние до:
- районного центра (Мелеуз): 37 км,
- центра сельсовета (Басурмановка): 14 км,
- ближайшей ж/д станции (Мелеуз): 37 км.

## Население
| 2002 | 2009 | 2010 |
| ---- | ---- | ---- |
| 58   | ↗79  | ↘76  |

Национальный состав
Согласно переписи 2002 года, преобладающая национальность — башкиры (100 %).